# District de Kasempa
Le district de Kasempa est un district de Zambie, situé dans la Province Nord-Occidentale. Sa capitale se situe à Kasempa. Selon le recensement zambien de 2000, le district a une population de 44 002 personnes.